# Матвєєв Вячеслав Олександрович
Вячесла́в Олекса́ндрович Матвє́єв (1965-2022) — старший лейтенант Збройних Сил України, учасник російсько-української війни, що загинув у ході російського вторгнення в Україну.

## Життєпис
Народився 9 грудня 1965 року в м. Дніпрі (колишній — м. Дніпропетровськ).
Під час російського вторгнення в Україну проходив військову службу на посаді заступника командира протитанкового відділення протитанкового взводу роти вогневої підтримки батальйону морської піхоти 36-ї бригади морської піхоти ВМС ЗС України.
Загинув 27 березня 2022 року в боях з російськими окупантами у м. Маріуполі Донецької області.

## Нагороди
- орден «За мужність» III ступеня (2022, посмертно) — за особисту мужність і самовіддані дії, виявлені у захисті державного суверенітету та територіальної цілісності України, вірність військовій присязі.